# Cerna (Timiș)

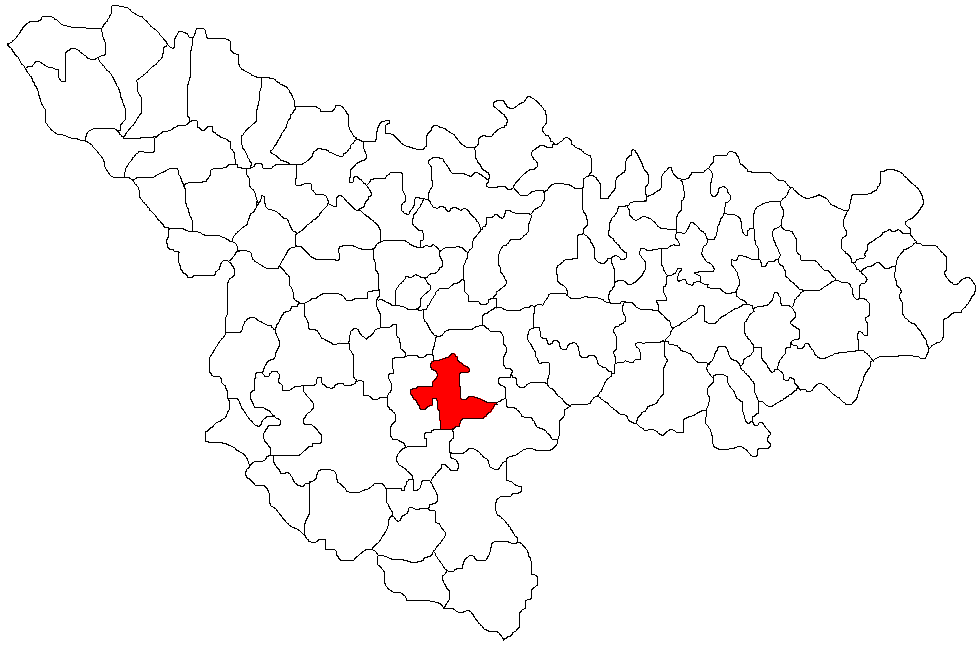
Lage der Gemeinde Liebling im Kreis Timiș

Cerna (deutsch Tscherna, ungarisch Temescserna) ist ein Dorf im Kreis Timiș, in der Region Banat, im Südwesten Rumäniens. Cerna gehört zur Gemeinde Liebling.
Cerna hatte 2011 306 Einwohner. Um 1900 hatte der Ort ca. 750 Einwohner.

## Geografische Lage
Das Dorf liegt 20 km südöstlich von Timișoara.

## Nachbarorte
|          | Stamora Română                              | Berini     |
| Liebling | Kompassrose, die auf Nachbargemeinden zeigt | Nițchidorf |
| Folea    | Șipet                                       | Tormac     |